# Верхній Болгач
Верхній Болгач — гідрологічний заказник місцевого значення. Об'єкт розташований на території Ріпкинського району Чернігівської області, біля села Коробки в адміністративних межах Любецької селищної ради.
Площа — 55 га, статус отриманий у 2020 році.
Природне озеро, що в X—XIII ст. було складовою частиною водного торгово-транспортного шляху Любеч—Чернігів і є регулятором гідрологічного режиму, акумулятором поверхневих та підземних вод прилеглих територій; наявні червонокнижні видів рослин — сальвінія плаваюча та ті, що занесені до Зеленої книги України: латаття біле, глечики жовті. Важлива роль озера у збереженні біологічного та ландшафтного різноманіття.